# Feni Sadar Upazila
Feni Sadar Upazila är ett underdistrikt i Bangladesh. Det ligger i den sydöstra delen av landet, 130 km sydost om huvudstaden Dhaka.
Trakten runt Feni Sadar Upazila består till största delen av jordbruksmark. Runt Feni Sadar Upazila är det mycket tätbefolkat, med 1 956 invånare per kvadratkilometer.